# Lexus SC

El Lexus SC fue un automóvil deportivo producido por el fabricante japonés Lexus entre 1990 y 2010. El SC era un automóvil en formato dos más dos plazas que equipaba motor delantero longitudinal y tracción trasera. Sus rivales directos fueron el Cadillac XLR y el Mercedes-Benz Clase SL. Otros modelos como el BMW Serie 6 y el Jaguar XK, similares al SC por configuración mecánica y prestaciones, eran de tamaño más grande.

## Primera generación (1990-2000)
La primera generación del SC fue un cupé que se vendió entre los años 1990 y 2000 esencialmente idéntico al Toyota Soarer de tercera generación reservado al mercado japonés. Existían dos motorizaciones de gasolina: un seis cilindros en línea de 3.0 litros y 230 CV de potencia máxima (SC 300, estrenado en 1992), y un ocho cilindros en V de 4.0 litros (SC 400), que desarrollaba 253, 265 o 295 CV según el año de producción.

## Segunda generación (2001-2010)
Con la segunda generación de este modelo, presentada en 1999 y que entró en producción en 2001, se creó un descapotable que destacara por su lujo y comodidad interior. Con esto en mente se configuró un automóvil que evitaba los frecuentes problemas de insonorización, turbulencias y pérdida de confort de otros descapotables. Las características técnicas del vehículo eran:
- Motor: equipaba un motor V8 de 4,3 litros, 32 válvulas y 286 CV de potencia. El motor obtenía su par máximo a las 3500 rpm lo que se traduce en una gran suavidad de funcionamiento.[8]

- Electrónica: en este modelo el cableado es sustituido en parte por un sistema de comunicación que se comunica especialmente con la ECU. Esto aumenta las posibilidades de comunicación entre las diversas partes.

- Techo: el techo retráctil es del tipo duro. La ocultación dura 25 segundos y requiere que el coche se desplace a una velocidad menor a 5 km/h[9]

Esta segunda generación se corresponde con la cuarta generación del Toyota Soarer. En 2005 el modelo del mercado japonés abandonó la denominación Soarer en favor de Lexus SC y fue el modelo con el cual la marca Lexus debutó en Japón. Una versión de carreras se utiliza en el Campeonato Japonés de Gran Turismos desde 2006.
La primera generación SC fue diseñada principalmente en California, Estados Unidos, y la segunda generación en Francia y Japón.